# فنسنت أمير الدنمارك
فنسنت أمير الدنمارك (بالدنماركية: Prins Vincent)‏ (5 يناير 2011) هو الطفل الثالث والابن الأصغر لولي العهد الأمير فريدريك وزوجته الأميرة ماري.